# Минареты Хивы

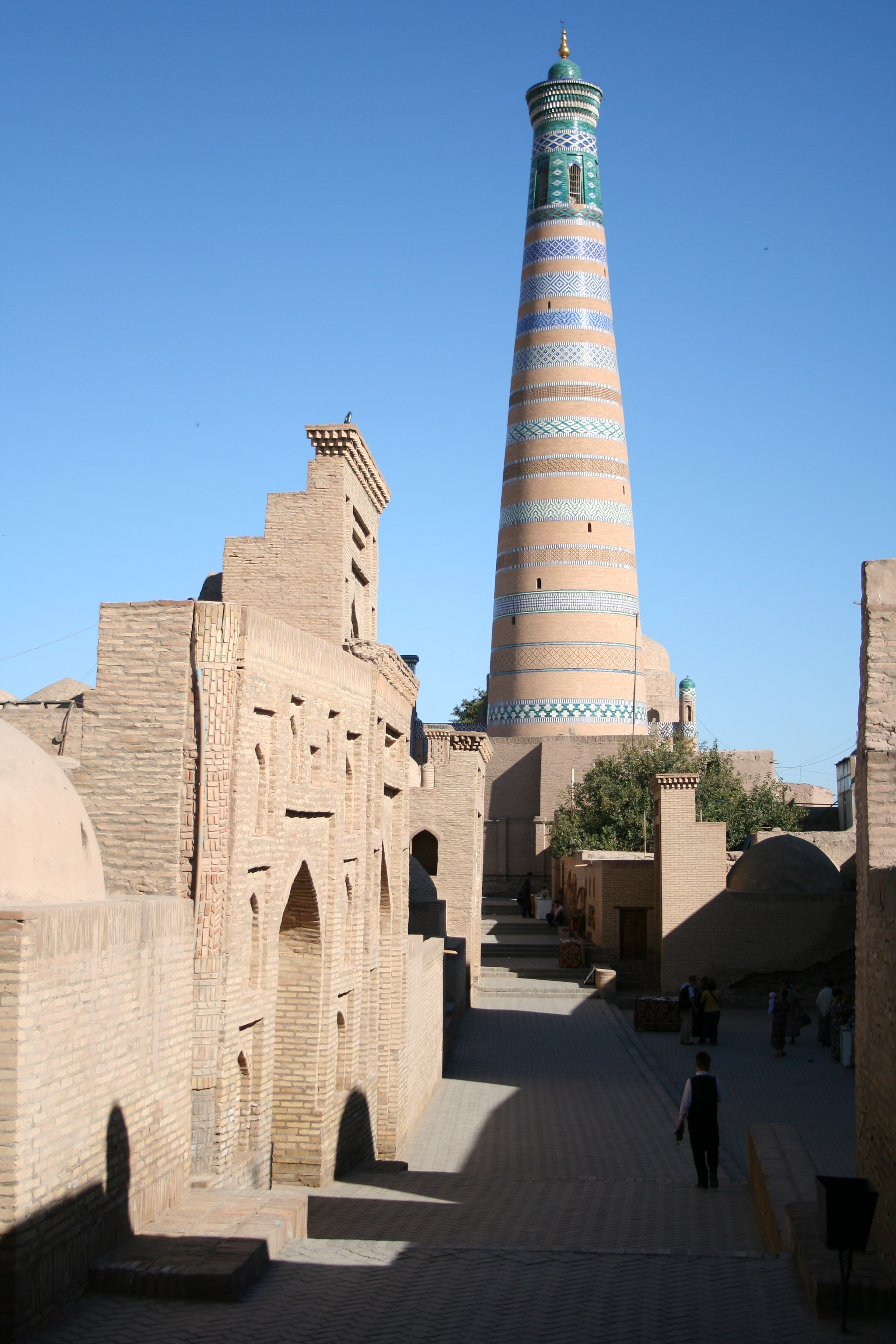
Минарет Ислам-ходжи в Хиве

Минареты Хивы стали частью города-заповедника (с 1968 года, см. также Дишан-Кала), а построенные внутри цитадели Ичан-Кала входят с 1990 года в охраняемый памятник Всемирного наследия № 543 под эгидой ЮНЕСКО. Именно минареты во многом определяют внешний облик города — архитектурного заповедника.

## Минарет Ислам Ходжа
- Минарет Ислам Ходжа — построен визирем Исфендиар-хана Ислам-ходжой в 1910 году. Архитектор — Худайбергена-Ходжи.[3] По мнению Я. Гулямова — самый красивый минарет Хивы.[4]

## Цепочка минаретов в широтном направлении
Пять минаретов Хивы находятся на одной линии (восток-запад, по ходу Солнца), отстоя друг от друга примерно на 200 м. Это Минарет Палван Кари, Минарет Саид Нияз Шаликарбай, Минарет Джума Мечети, Минарет Кальта-Минар и Минарет Шейх-Каландар-бобо.
- Минарет Палван Кари конец XIX — начало XX века находится в Дишан-Кале, ближе к внешним воротам, у одноименного медресе.[5] Минарет интересен необычной цилиндрической формой.
- Минарет Саид Нияз Шаликарбай — построен купцом Саидом Шаликарбайем (Сейидом Шеликербием) вместе с мечетью в 1842 году при Аллакули хане в Дишан-Кале, у ворот Палван-Дарваза.[5]
- Минарет Джума Мечети — средневековый минарет, рухнул в XVII в. и был отстроен заново вместе с самой Джума-мечетью, в 1788—1790 гг. (причем минарет оказался на месте старой мечети[6]) с благословения правителя Аваз-инака (1790—1804) крупным сановником Абдуррахманом Михтари.[5] Памятник отреставрирован на рубеже 70-х −80-х годов XX века по проекту архитектора Саночкина.
- Минарет Кальта-Минар — «короткий» минарет, начал строиться Мухаммад Амин-ханом в 1855 году как грандиозное сооружение (возможно, задумывался как самый высокий минарет в Средней Азии[7]) при медресе Мухаммад Амин-хана (1852—1853, находится в западной части Ичан-калы, с правой стороны от входа от ворот Ата-дарваза) и возводился вплоть до гибели хана в том же году.[7]
- Минарет Шейх-Каландар-бобо — конец XIX века, входит в комплекс медресе и мавзолея Шакаландар Бобо.

## Другие минареты вИчан-кала
- Минарет Мурад-Тура — построен в конце XVIII-го века внутри комплекса мечети Хасан Мурад Кушбеги (имени начальника ханской охраны Хасан-Мурада Кушбеги).
- Минарет Чилля-Овлия — входит в комплекс зданий Мавзолея Уч-Овлия у дворца Таш Хаули.[8]

## Другие минареты вДишан-Кала
- Минарет Биканжан-Бика — построен в комплексе с медресе в 1884 году у мавзолея Биканжан-Бика (XVI в.).
- Минарет Абдал Бобо — построен в комплексе с мечетью у Мавзолея Абдал Бобо в XVIII веке.
- Минарет Мухаммад Марам (1903) — построен в комплексе с медресе и мечетью Мухамед Махрама.
- Минарет Турт Шаффаз (1855 или 1885) — построен как часть комплекса общественных сооружений, включавших цистерну, бассейн, мечеть и др. Абдулла-ханом.[9] Известно, что комплекс был расширен при Мухаммад Рахим-хане II в 1885 году,[6] и в некоторых источниках именно эта дата указана как дата строительства минарета.

## Другие минареты вХиве
- Минарет Шахимардан
- Минарет Шихмавлон

## Особенности архитектуры минаретов Хивы
Кроме уже отмечавшегося расположения ансамбля минаретов в линию, хивинские минареты имеют и другие особенности. Своеобразным является прием компоновки минарета и медресе: на углу, где расположен зал мечети с крупным асимметрично выступающим куполом (Минарет Кальта-Минар, Минарет Ислам Ходжа, Минарет Шейх-Каландар-бобо и др.). Для хивинских минаретов характерен фонарь в теле конического ствола минарета, такая форма фиксируется в минарете Джума Мечети, минарете Саид Нияз Шаликарбай, Мурад-Тура, Абдал Бобо, Чилля-Овлия, Мухаммад Марам, Биканжан-Бика, Турт Шаффаз, Палван Кари и Ислам Ходжа.